# پفالتسگرافنوایلر
پفالتسگرافنوایلر (به آلمانی: Pfalzgrafenweiler) یک شهر در آلمان است که در فرویدنشتادت واقع شده‌است. پفالتسگرافنوایلر ۷٬۱۲۳ نفر جمعیت دارد.